# Pentyloctanoat
Pentyloctanoat (auch Amyloctanoat) ist eine organische Verbindung aus der Gruppe der Carbonsäureester. Sie leitet sich von 1-Pentanol und Octansäure ab.

## Herstellung
Pentyloctanoat kann durch Veresterung von 1-Pentanol mit Octansäure in Hexan mit einer immobilisierten Lipase von Candida rugosa hergestellt werden. Alternativ gelingt die Veresterung auch mit Tribromisocyanursäure und Triphenylphosphin in Dichlormethan. Eine weitere Methode ist die Umesterung von Methyloctanoat mit 1-Pentanol in Toluol, katalysiert durch Bis(cyclooctadien)nickel mit dem Phosphanliganden Bis(dicyclohexylphosphin)ethan.

## Verwendung
Pentyloctanoat ist in der EU unter der FL-Nummer 09.112 als Aromastoff für Lebensmittel zugelassen.